# Robert Haynes

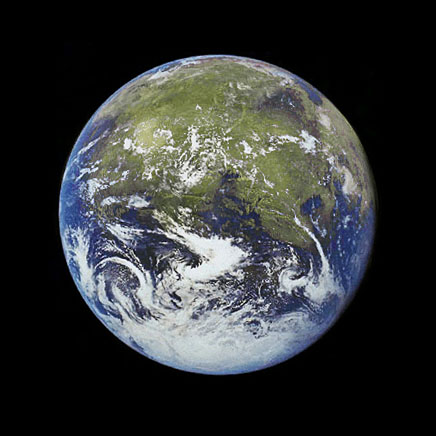
Concepció artística de la terraformació de Mart. Haynes és l'autor del terme ecopoiesi, àmpliament utilitzat en el context de l'enginyeria planetària.

Robert Hall Haynes (27 d'agost de 1931 – 22 de desembre de 1998) va ser un genetista i biofísic canadenc, membre del Departament de Biologia de la Universitat York. Haynes és conegut per les seves contribucions a l'estudi de la reparació de l'ADN i la mutagènesi, i per ajudar a promoure el concepte de terraformació amb la invenció del terme ecopoesi, que fa referència a la fabricació d'ecosistemes sostenibles sobre planetes sense vida, estèrils.

## Biografia
Robert Hall Haynes va néixer a la ciutat canadenca de London (Ontario) en una família descendent de pioners que van establir-se al sud-oest d'Ontario (la seva generació n'era la quarta). Va se l'únic fill de James Wilson McKenzie Haynes i de Lillian May Hall. El seu pare, modest comerciant aficionat a la ciència, va estimular en ell l'interès per la química i l'astronomia. La seva mare, amb fondes arrels cristianes, no veia amb bons ulls aquest interès del seu marit i el seu fill per la ciència, que ella considerava maligna. Ella hauria volgut que el seu fill fos metge, però Haynes de ben jovenet ja deia que volia ser un físic bioquímic. A l'Institut, a més dels estudis reglats, va estudiar grec clàssic i llatí i va interessar-se per l'atomisme d'Epicur.
El 1949 va començar a estudiar medicina a la Universitat d'Ontario Occidental (University of Western Ontario), però va canviar-se a física i matemàtiques. El 1953, després d'obtenir la llicenciatura en aquella universitat, va inscriure's a la Universitat McGill per estudiar-hi física nuclear teòrica. La lectura del llibre What is life, d'Erwin Schrödinger va despertar-li l'interès per biologia cel·lular i la genètica. Les consideracions que feia Schrödinger de la teoria de Max Delbrück, que la física era suficient per explicar l'estabilitat i el canvi genètics el van fascinar i va decidir tornar a la Universitat d'Ontario Occidental, on el 1957 es va doctorar en biofísica sota la direcció d'Alan C. Burton, considerat un dels fundadors de la biofísica moderna.
Després de passar una any a Londres, on va poder assistir a una conferència de Francis Crick sobre el 'dogma central' de la biologia molecular, va estar-se a la Universitat de Chicago i el 1964 va començar a treballar a la Universitat de California a Berkely com a professor associat. S'hi va estar fins a 1968, en què va tornar a Canadà contractat com a cap del nou Departament de Biologia de la Universitat York de Toronto, de creació recent.
El setembre de 1998 li va ser diagnosticat un limfoma que va ser tractat amb quimioteràpia. Després d'una aparent millora, va morir sobtadament el 22 de desembre, aparentment d'un atac de cor. D'acord amb les seves voluntats, el seu cos va ser incinerat i les cendres van ser dutes al terreny de la família a London, on havia nascut.

## Reconeixements i llegat
Entre els molts reconeixements que va rebre destaquen la Medalla del 25è Aniversari del Regnat d'Isabel II (1977), el premi de la Societat de Genòmica i Mutagènesi Ambiental (1984), la Medalla Favelle de la Royal Society del Canadà (1988). El 1990 Haynes va ser nomenat Oficial de l'Orde del Canadà. El 2003, la Societat de Genètica del Canadà va afegir el nom de Haynes a un premi que atorgava des de 1987, de manera que el nom actual del guardó és "Premi Robert H. Haynes al Científic Jove".
En la seva biblioteca, Haynes havia reunit una valuosa col·lecció de llibres antics que després de la seva mort van ser donats a la Biblioteca de la Universitat d'Ontario Occidental.

## Algunes publicacions

### Enginyeria planetària
- Haynes, R.H. «Prospects for Establishing a Microbial Ecosystem on Mars» (en anglès). Biotechnology on the Threshold of the XXI Century [Moscú], 1989, pàg. 85-88 [Consulta: 21 juliol 2011].
- McKay, CP «Essay: should we implant life on Mars?» (en anglès). Scientific American, 263, 6, Diciembre 1990, pàg. 144. PMID: 11536477 [Consulta: 21 juliol 2011].
- Haynes, RH. Ecce Ecopoiesis: Playing God on Mars (en anglès), 1990 [Consulta: 21 juliol 2011]. en MacNiven, D. Routledge. Moral Expertise: studies in practical and professional ethics (en anglès), 13/7/1990. ISBN 0415035767 [Consulta: 21 juliol 2011].
- Haynes, Robert H. (1990) Etablierung von Lieben auf dem Mars durch gerichtete Panspermie: Technische und ethische Probleme der Okopoese, en alemán. Biol. Zent. bl. 109. 193-205.
- McKay, CP «The Implantation of Life on Mars: Feasibility and Motivation». Advances in Space Research, 12, 4, 1992, pàg. 133-140. Bibcode: 1992AdSpR..12..133H. DOI: 10.1016/0273-1177(92)90167-V [Consulta: 21 juliol 2011].
- Haynes, Robert. (1993) How Mars Might Become a Home for Humans. (anglès) Enciclopèdia Il·lustrada de la Humanitat.